# Empreinte trigéminale
L'empreinte trigéminale (ou impression trigéminale ou fossette gassérienne ou fossette trigéminale ou fossette du ganglion de Gasser) est un creux de la face antérieure de la partie pétreuse de l'os temporal situé vers l'apex de la partie pétreuse à l'avant du hiatus du canal du nerf grand pétreux.